# Ṣād
Ṣād (ص) – czternasta litera alfabetu arabskiego. Używana jest do oznaczenia dźwięku [sˁ], tj. faryngalizowanej spółgłoski szczelinowej dziąsłowej bezdźwięcznej. Pochodzi od fenickiej litery Cadi.
W języku polskim litera ṣād jest transkrybowana za pomocą litery S.
W arabskim systemie liczbowym literze ṣād odpowiada liczba 90.

## Postacie litery
| Postać: | izolowana | końcowa | środkowa | początkowa |
| ------- | --------- | ------- | -------- | ---------- |
| Wygląd: | ص‬         | ـص‬      | ـصـ‬      | صـ‬         |

## Kodowanie
| Znak                   | ص                 | ص                 |
| ---------------------- | ----------------- | ----------------- |
| Nazwa w Unikodzie      | Arabic Letter Sad | Arabic Letter Sad |
| Kodowanie              | dziesiątkowo      | szesnastkowo      |
| Unicode                | 1589              | U+0635            |
| UTF-8                  | 216 181           | d8 b5             |
| Odwołania znakowe SGML | &#1589;           | &#x0635;          |